# Käthe-Kollwitz-Museum
In Duitsland zijn drie musea aan de kunstenares Käthe Kollwitz (1867-1945) gewijd: in Keulen, Berlijn en Moritzburg. België heeft één museum over Peter en Käthe Kollwitz: in Koekelare.

## Duitsland

### Käthe-Kollwitz-Museum Köln
Het Käthe-Kollwitz-Museum in Keulen bezit de grootste collectie met werken. Het museum kwam tot stand toen de in Keulen levende kleindochters van Käthe Kollwitz, Jutta en Jordis Kollwitz hun collectie wilden verkopen. Tot deze collectie behoorden ca. zestig grafische werken, alsmede alle vijftien bronzen sculpturen. Na aankoop door de Kreissparkasse Köln in 1983 kon de collectie, die tot dan toe eerst werd bewaard in het Wallraf-Richartz-Museum in Keulen en later ook in de Staatsgalerie Stuttgart, definitief voor Keulen behouden blijven. Op 22 april 1985, de veertigste sterfdag van de kunstenares, werd het museum aan de Keulse Neumarkt geopend. De directrice van het museum tussen 1985 en 1990 was de kleindochter van Käthe, Jutta Böhnke Kollwitz. In het museum worden ongeveer 200 werken geëxposeerd.

### Käthe-Kollwitz-Museum Berlin
Het sinds 1986 in de Berlijnse Fasanenstraße 24 gevestigde Käthe-Kollwitz-Museum heeft een collectie werk van de kunstenares, afkomstig uit de nalatenschap van de in 1993 gestorven galerist en verzamelaar Hans Pels-Leusden. In een permanente tentoonstelling wordt op vier verdiepingen van het museum een belangrijk deel van het werk van Käthe Kollwitz, die vijftig jaar in Berlijn heeft gewoond en gewerkt, tentoongesteld.
Het gebouw, waarin het Käthe-Kollwitz-Museum Berlin is gehuisvest, behoort met het naastgelegen Literaturhaus Berlin en Café Wintergarten tot het zogenaamde Wintergartenensemble. Tot dit complex behoort voorts nog Villa Grisebach, een galerie annex gerenommeerd veilinghuis.

### Stiftung Käthe-Kollwitz-Haus Moritzburg
In de laatste woning van Käthe Kollwitz in de Meißner Straße 7 in Moritzburg bij Dresden, waar zij woonde van juli 1944 tot haar dood op 22 april 1945, is een museum ingericht met een kleine verzameling grafisch werk van de kunstenares. Dit museum laat als enige museum nog enkele persoonlijke eigendommen van de kunstenares zien: een nachtkastje, haar dagboek en een buste van Goethe. Ook zijn in het museum foto's en delen uit haar dagboek en correspondentie te zien.

## België

### Käthe Kollwitz Museum Koekelare
In het museum maakt men kennis met de Duitse WO1-soldaat Peter Kollwitz en zijn moeder Käthe. Het museum toont hoe de Duitse kunstenares omgaat met het verlies van haar zoon en hoe ze in opstand komt tegen de oorlog en sociale onderdrukking. De boodschap 'Nooit meer oorlog' is dan ook nooit ver weg in dit museum, gelegen op 6km van de Duitse Militaire Begraafplaats in Vladslo waar de beelden 'Het Treurend Ouderpaar' te bezichtigen zijn. Het Käthe Kollwitz Museum toont onder meer originele etsen uit 'De opstand der wevers' en 'De Boerenoorlog'.
Het museum is gehuisvest in een oude Koekelaarse brouwerij.
Ter gelegenheid van de vernieuwing van het museum schreef Anna Crevits, Torhoutse dichteres (afkomstig uit Koekelare), twee gedichten over Käthe: 'Icoon van mededogen' en 'De armen zijn van Käthe'.